# 胃虚
胃虚（いきょ）とは、漢方医学で言う消化器系など全般の機能低下によりおこる症状を言う。

## 概要
漢方医学では六腑のうち胃は五行思想で言う土を司る機能を指し、六臓で言えば脾臓、五官で言えば口、五体で言えば肌肉に相当するため胃の機能の低下は（西欧医学で言う胃の機能障害とは異なる）咽の渇き、唇の乾燥、便秘などがあらわれるとされる。漢方医学では
対処としては
鍼灸においては五行や東洋医学の治療方針の関係から五行では自経が虚すれば、その母を補うとされており、この場合、土の気である胃が虚すれば火の気である母の小腸を補えとされており、胃経の解谿穴、小腸経の陽谷穴が用いられる。